# Hilding Högberg
Hilding Bernhard Högberg, född 11 december 1897 i Göteborgs Carl Johans församling, död 6 augusti 1995 i Högsbo församling, var en svensk målare och tecknare.
Han var son till slöjdläraren och amatörkonstnären Amandus Högberg och Hildegard Stendahl och från 1920 gift med Gerda Ivarsson. Högberg studerade vid Slöjdföreningens skola i Göteborg 1918 samt för konstnärerna Alexander Langlet och Johan Ericson. Separat ställde han ut i Marstrand ett flertal gånger och i Göteborg samt Helsingborg och han medverkade i samlingsutställningar på Göteborgs konsthall. Hans konst består av gatumotiv från Marstrand och andra västkustmotiv i olja, gouache och akvarell. Högberg är begravd på Västra kyrkogården i Göteborg.